# Урусбиев, Исмаил Мурзакулович
 Исмаил Мурзакулович Урусбиев (1829— 8 мая 1888 года) — балкарский общественный деятель и просветитель.

## Биография
Исмаил Урусбиев происходит из рода балкарских таубиев (горских князей) Урусбиевых, правителей части Баксанского ущелья. Отцом его был Мырзакул Исмаилович Урусбиев член балкарско-дигорской делегации 1827 года к генерал-лейтенанту Г. А. Эммануэлю с просьбой о вхождении Балкарии и Дигории в состав России. Матерью князя была Шакманова Татлыхан Султановна представительница рода горских князей Шакмановых, правителей Холамского общества. 
В 1851 году в составе делегации своего зятя сванского князя Отара Дадешкелиани  Исмаил был принят в Санкт-Петербурге, императором Николаем I, присвоившим ему золотую медаль "За усердие". Второй раз столицу Российской империи князь Урусбиев посетил в составе делегации балкарской знати. За участие в этой делегации он был произведен в прапорщики и получил ежегодное жалование 75 рублей. В октябре 1868 года получил воинское звание подпоручик. Много раз Урусбиев избирался членом Горского словесного суда.
Исмаил Урусбиев хорошо ориентировался в вопросах истории, этнографии и географии, считался отличным знатоком Кавказа. Исторические и этнографические сведения о балкарцах, записанные профессором М. М. Ковалевским от Исмаила Урусбиева, были широко использованы профессором в его исследованиях «У подношвы Эльбруса», «Закон и обычай на Кавказе» и др.
Князь виртуозно играл на национальных инструментах и хорошо исполнял старинные песни балкарцев, кабардинцев, осетин и грузин. Непосредственно от Исмаила Урусбиева был записан композитором С. И. Танеевым музыкальной и хореографической фольклорный и песенный материал. Оригиналы двадцати песен ныне хранятся в Доме-музее П. И. Чайковского в Клину и представляют большой интерес для музыковедов.
Исмаил Мурзакулович на собственные средства собрал прекрасную коллекцию кавказских древностей. Впоследствии эта коллекция попала в Венгрию и сейчас украшает музей этой страны. За силу воли и твердости характера князь получил прозвище «железный Исмаил».
Исмаил Урусбиев своей подвижностной деятельностью сумел вовлечь ученый мир в изучение культуры и быта балкарцев. Благодаря ему эпизоды истории, мотивы эпоса, народное творчество Балкарии нашли отражение в русской и зарубежной историографии второй половины XIX века.

## Семья
Князь Исмаил Урусбиев был женат дважды. Первой его женой была дочь сванского князя Циоха Дадешкелиани. Второй женой была Наго Бийнегеровна дочь чегемского князя Балкарукова. Дети, сыновья: Сафар-Али и Науруз, дочери: Мисирхан, Гульжан, Забида, Сафият.